# Bailleul Communal Cemetery And Extension
Le cimetière « Bailleul Communal Cemetery And Extension » est un cimetière de la Première Guerre mondiale situé à Bailleul (Nord). Le cimetière est entretenu par la Commonwealth War Graves Commission.

## Galerie

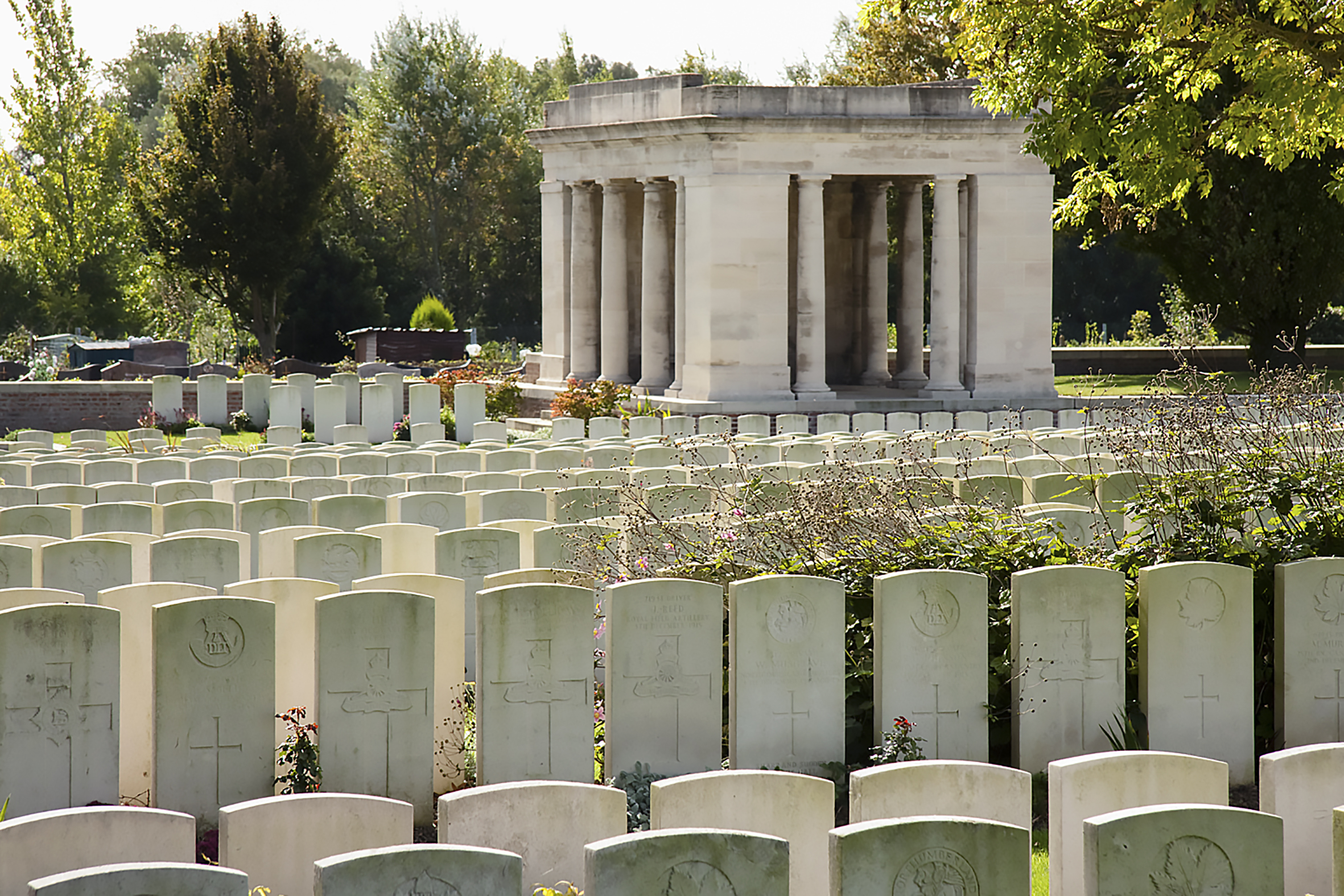
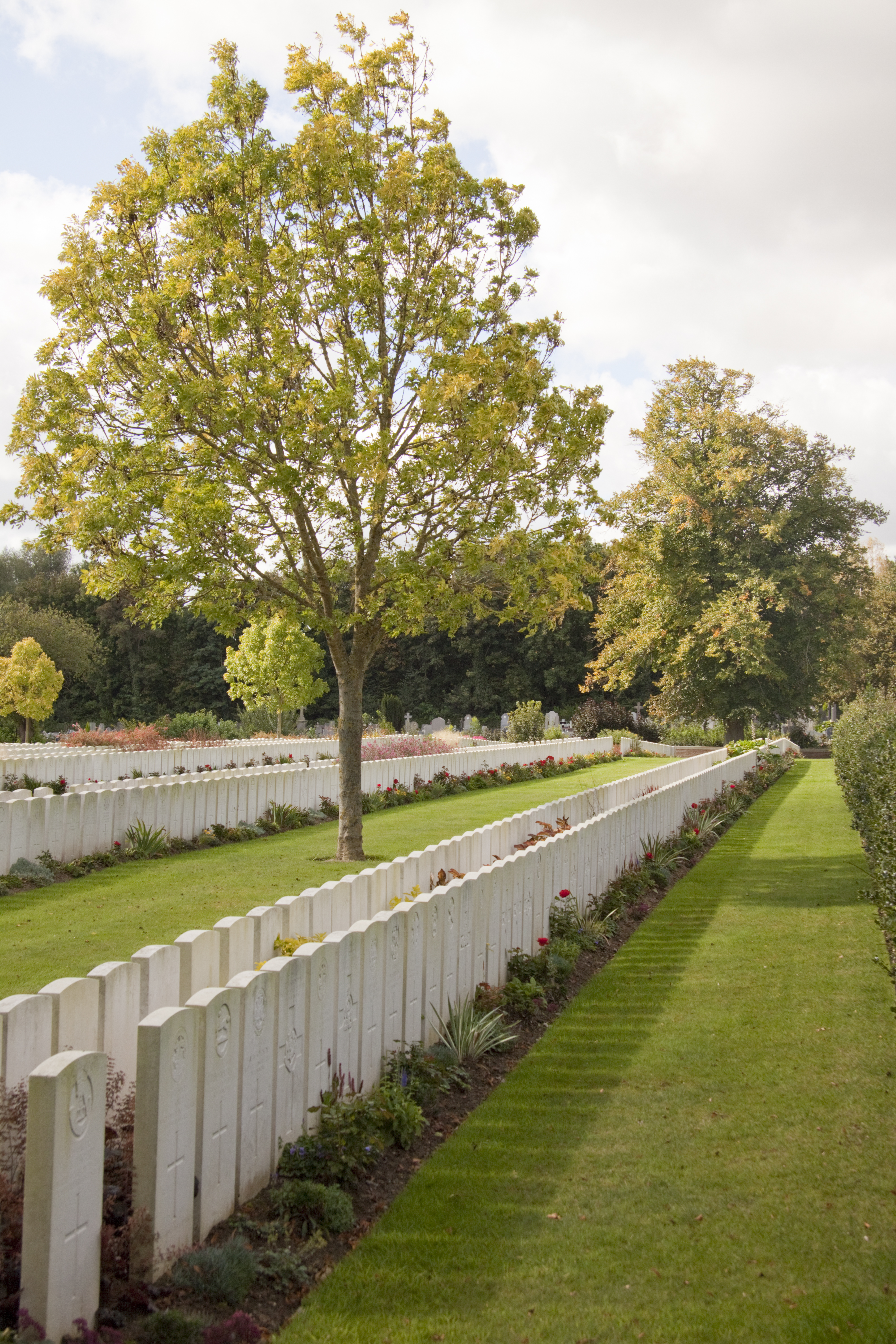
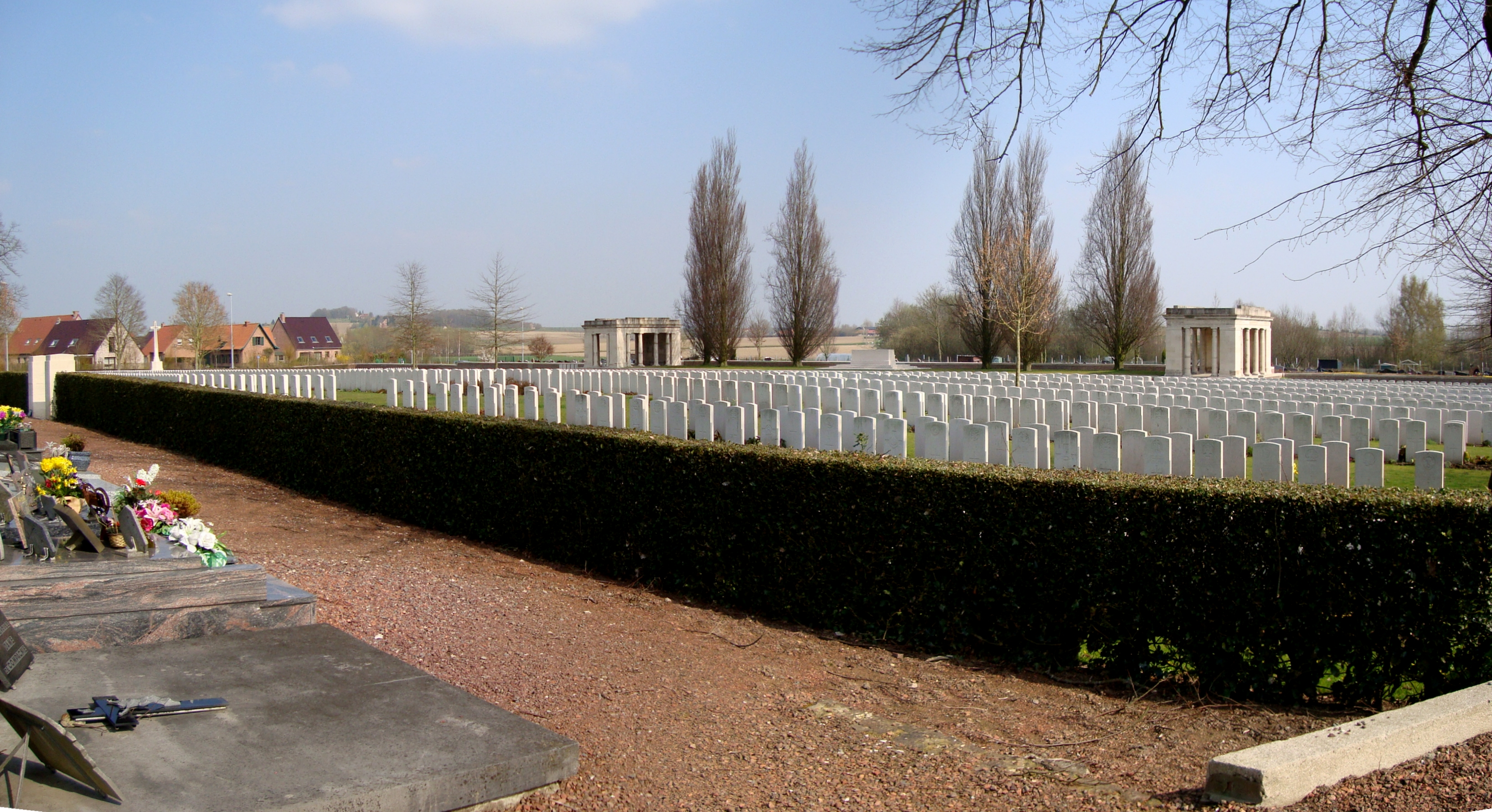
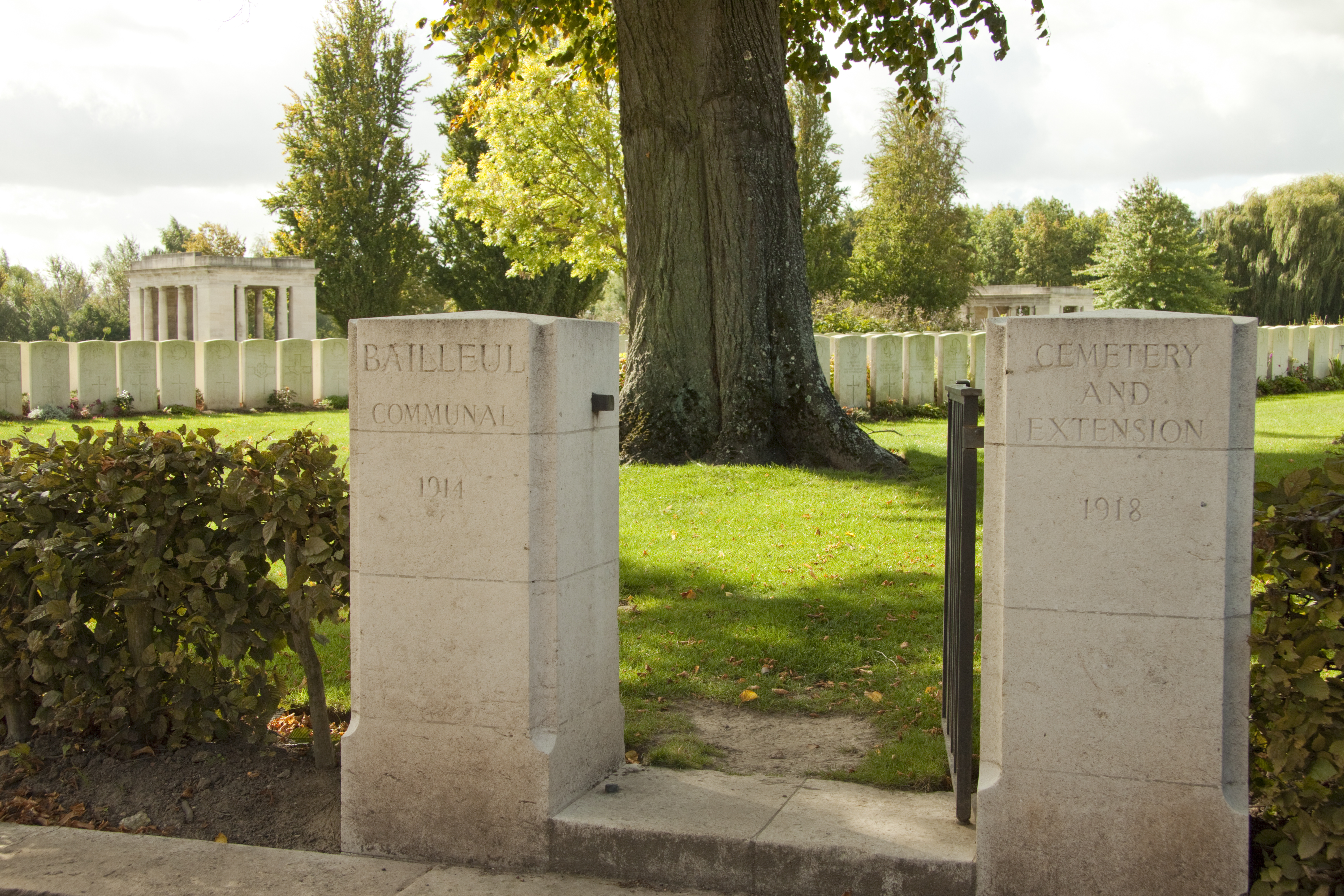
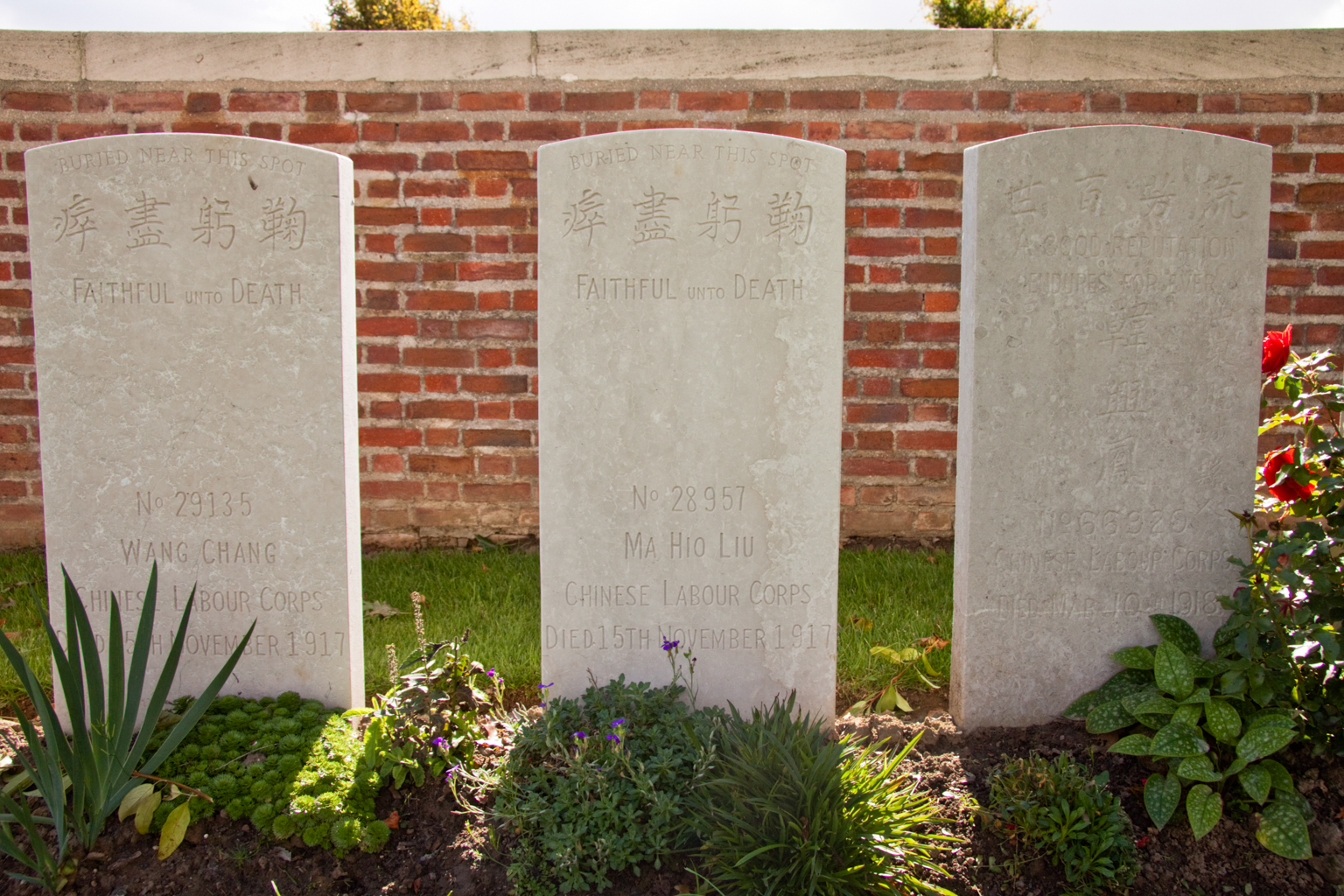

## Victimes
| Pays             | Victimes (Communal) | Victimes (Extension) |
| ---------------- | ------------------- | -------------------- |
| Royaume-Uni      | 585                 | 3457                 |
| Canada           | 21                  | 291                  |
| Australie        | -                   | 398                  |
| Nouvelle-Zélande | -                   | 252                  |
| Afrique du Sud   | -                   | 1                    |
| Inde             | 4                   | 5                    |
| Total            | 610                 | 4404                 |
| Total            | 5014                |                      |